# Уоррик, Рут
Рут Элизабет Уоррик (англ. Ruth Elizabeth Warrick; 29 июня 1916, Сент-Джозеф, Миссури — 15 января 2005, Манхэттен, США) — американская актриса, певица и политический активист.

## Биография
Дебютировала в начале 1940-х на радио в качестве певицы, а в 1941 году впервые появилась на киноэкранах в драме Орсона Уэллса «Гражданин Кейн». На протяжении 1940-х годов Уоррик продолжала много сниматься в кино, а в 1950-х переместилась на телевидение. Первый успех к ней пришёл в 1965 году с сериалом «Пейтон Плейс», где актриса последующие три года играла Ханну Корд, за роль которой в 1967 году получила свою первую номинацию на «Эмми».
В 1971 году Рут Уоррик была приглашена на роль Фиби Тайлер Уоллингфорд в мыльную оперу «Все мои дети», которая стала её единственной ролью на последующие 35 лет. За эту роль актриса дважды номинировалась на «Дневную премию Эмми», но почётной телевизионной премии так не получила. Лишь в 2004 году актрисе была вручена специальная премия «Эмми» за актёрские достижения всей её жизни. Последний раз в телесериале она появилась в 5 января 2005 года в эпизоде, посвящённом тридцатипятилетию шоу, а 15 числа того же месяца Рут Уоррик скончалась в своей нью-йоркской квартире в возрасте 88 лет. Её вклад в американскую киноиндустрию отмечен звездой на Голливудской аллее славы.

## Награды
- Дневная премия Эмми 2004 — «Специальная премия за достижения всей жизни».